# 達拉斯浸信會大學
達拉斯浸會大學（Dallas Baptist University，簡稱DBU，也称达拉斯浸会学院），是位于美國德克萨斯州達拉斯市的一所基督教大学。成立于1898年，在达拉斯、普莱诺和赫斯特设有校区。
該校大學部設有生物、電腦、數學、資訊管理等應用科系；會計、企管、經濟、市場等商業科系；社會、心理、政治、教育等社工科系及英語、藝術、音樂、歷史等人文科系。在研究所方面，設有企管研究所、教育研究所、心理輔導研究所、文學藝術研究所及聖經宗教研究所等。在完成學業後，頒授碩士學位。

## 外部連結

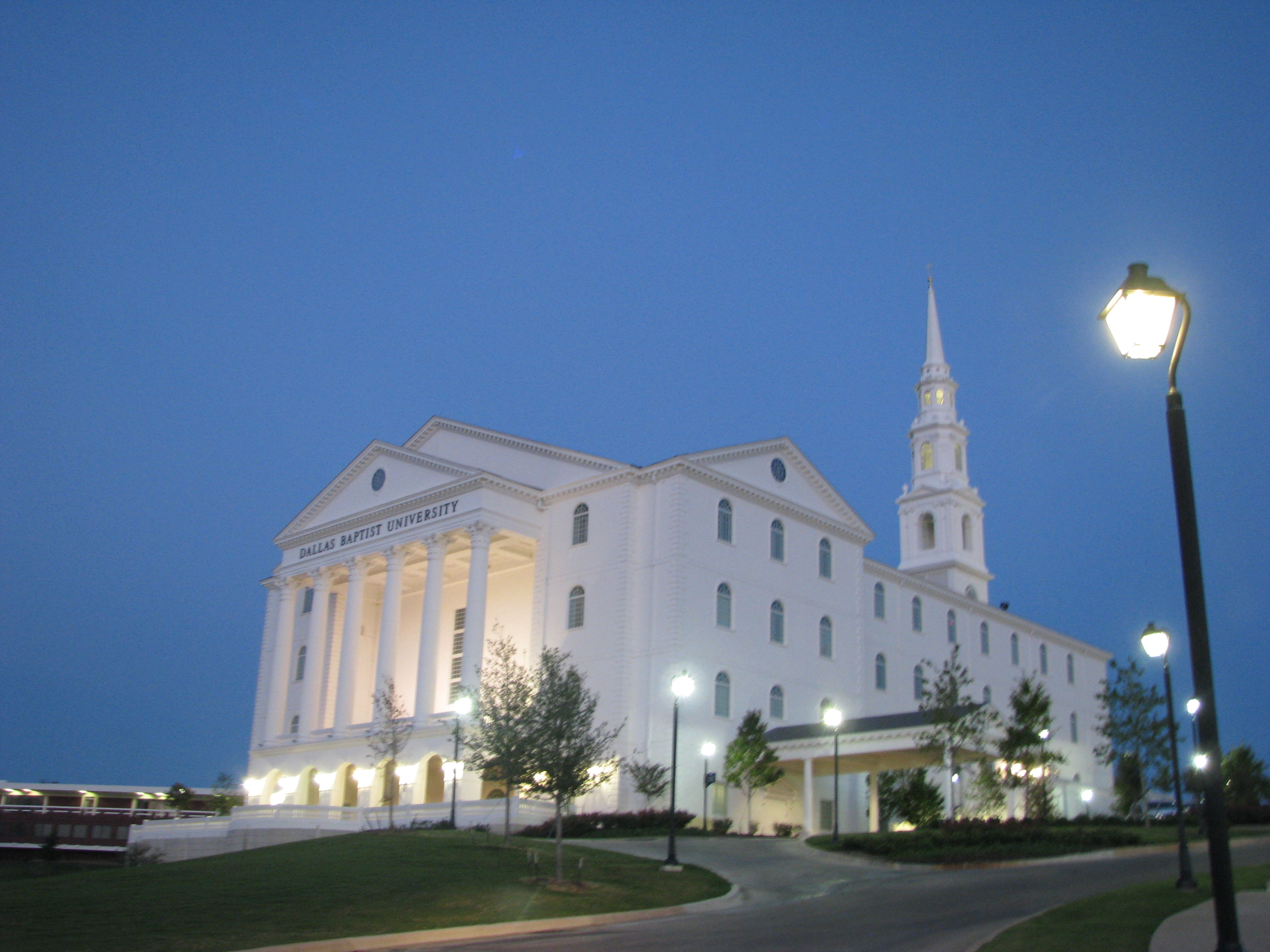
達拉斯浸會大學

- Dallas Baptist Official website （页面存档备份，存于）
- Dallas Baptist Official Athletics Website （页面存档备份，存于）